# Dinurus euthynni
Dinurus euthynni är en plattmaskart. Dinurus euthynni ingår i släktet Dinurus och familjen Hemiuridae. Inga underarter finns listade i Catalogue of Life.